# Ліпка (гміна)
Гміна Ліпка (пол. Gmina Lipka) — сільська гміна у північно-західній Польщі. Належить до Злотовського повіту Великопольського воєводства.
Станом на 31 грудня 2011 у гміні проживало 5664 особи.

## Територія
Згідно з даними за 2007 рік площа гміни становила 191.01 км², у тому числі:
- орні землі: 60.00%
- ліси: 29.00%

Таким чином, площа гміни становить 11.50% площі повіту.

## Населення
Станом на 31 грудня 2011:
| Опис     | Загалом | Загалом | Чоловіки | Чоловіки | Жінки | Жінки |
| -------- | ------- | ------- | -------- | -------- | ----- | ----- |
| одиниця  | осіб    | %       | осіб     | %        | осіб  | %     |
| все      | 5664    | 100     | 2860     | 50.49    | 2804  | 49.51 |
| міське   | 0       | 100     | 0        |          | 0     |       |
| сільське | 5664    | 100     | 2860     | 50.49    | 2804  | 49.51 |

## Сусідні гміни
Гміна Ліпка межує з такими гмінами: Дебжно, Закшево, Злотув, Оконек, Семпульно-Краєнське.